# Месопотамска низина
Месопотамската низина е низина в Западна Азия, основно на територията на Ирак, а периферните ѝ части – на териториите на Югозападен Иран, Кувейт, Североизточна Сирия и Южна Турция.
Разположена е в долните части от басейните на реките Тигър, Ефрат и Карун. Заема предпланинско краево огъване, запълнено с пясъчно-глинести алувиални речни наслаги, морски наслаги от Персийския залив и материали от склоновете на околните планини (филц, чакъл и др.). Преобладават плоските равнини с височина до 100 m в централните и до 200 m в периферните части. Климатът на север е субтропичен, а на юг – тропичен, пустинен. Средната януарска температура в Басра е 11°С, средна августовска 34°С, а през лятото в отделни дни до 50°С. Годишна сума на валежите 100 – 200 mm. Основните реки Тигър и Ефрат се характеризират с пролетно пълноводие и лятно маловодие. Те служат като важен източник за напояване и транспортни пътища. Естествената растителност е представена от субтропични и пустинни видове, по периферията – от полупустинни, а покрай реките са развити галерийни гори съставени от ефратска топола, върба и др. Развива се номадско животновъдство, поливно земеделие и плантации от финикови палми. В Месопотамската низина са разположени големите градове Багдад, Басра, Абадан и др.